# Parábola da biga
Outra "parábola da biga" pode ser vista em en:Katha Upanishad e na história de en:Vajira.
Platão em seu diálogo Fedro (seções 246a - 254e) usa a parábola da biga para explicar sua visão da alma humana. Ele dá essa explicação através de um diálogo de Sócrates, que usa essa parábola numa discussão do mérito do amor como "divina loucura".

## A parábola

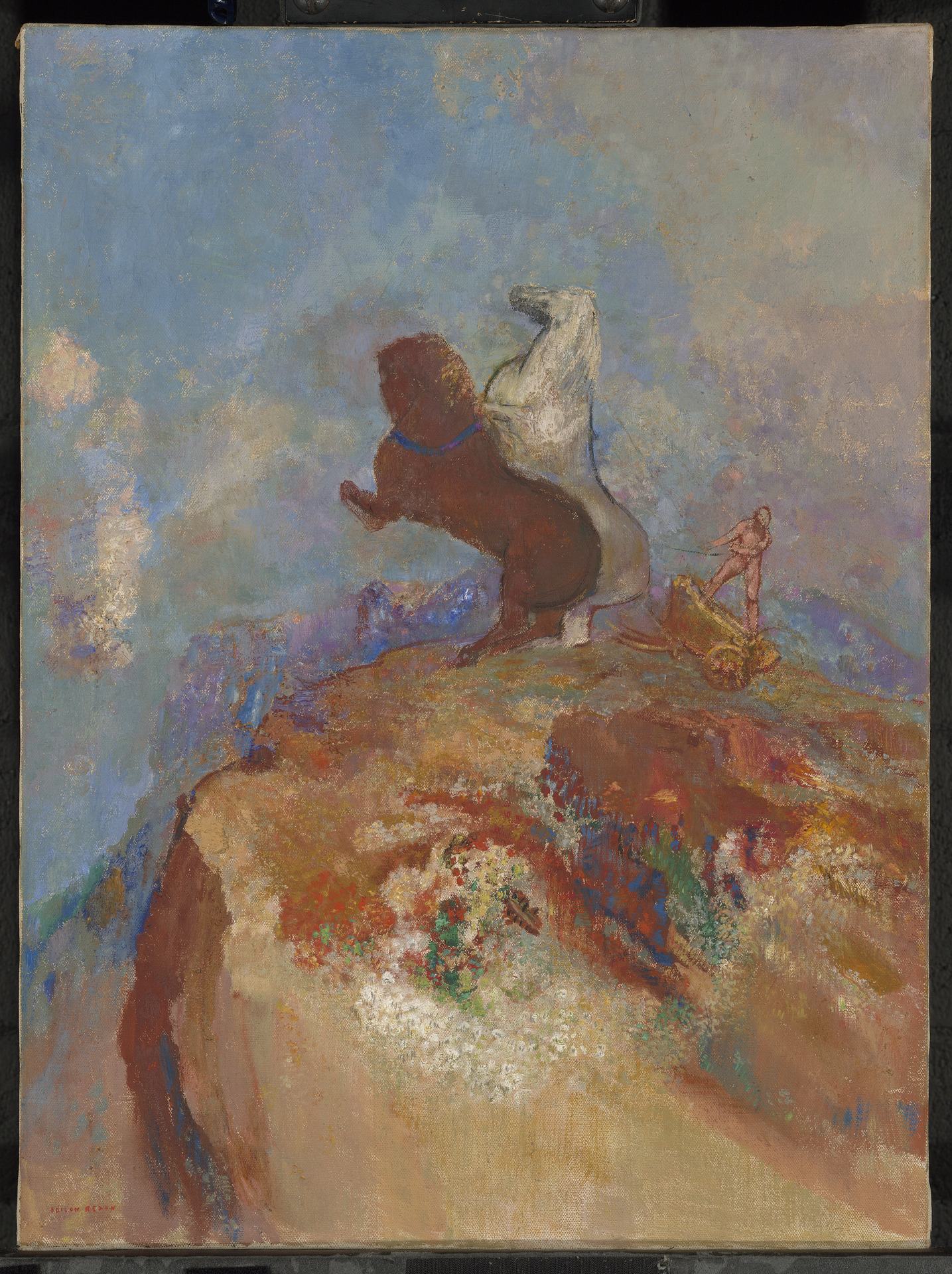
A Carruagem de Apolo (1905) por Odilon Redon

Platão cria a imagem de um condutor guiando uma biga puxada por dois cavalos alados. Um cavalo é branco e tem um grande pescoço, bem criado, bem educado e corre sem chibatadas. O outro é preto, pescoço curto, mal alimentado e problemático.
O condutor da biga representa o intelecto, a razão ou a parte da alma que deve guiar o espírito à verdade; o cavalo branco representa o impulso racional ou moral ou a parte positiva da paixão (e.g. indignação correta); o cavalo preto representa as paixões irracionais da alma, o apetite ou a natureza concupiscente. O condutor dirige a biga/alma tentando impedir que os cavalos sigam direções opostas e que sigam rumo à luminosidade.

## A jornada
Platão descreve um "grande circuito" que as almas fazem enquanto seguem os deuses no caminho da iluminação. Essas poucas almas que são plenamente iluminadas são capazes de ver o mundo das formas em toda a sua glória. Algumas almas têm dificuldade em controlar o cavalo negro, mesmo com a ajuda do cavalo branco. Eles podem mergulhar no mundo das formas, mas em outros momentos a iluminação está escondida delas. Se vencida pelo cavalo negro ou esquecimento, a alma perde suas asas e é puxada para a terra. Se isso acontecer, a alma é encarnada em um dos nove tipos de pessoas, de acordo com a quantidade de verdade que ela viu. Em ordem decrescente dos níveis de verdade vistos, as categorias são: filósofos, amantes da beleza, homens de cultura ou dedicados ao amor;  reis respeitadores da lei ou líderes cívicos; políticos, gestores imobiliários ou empresários; aqueles que se especializam em saúde corporal; profetas ou participantes de culto de mistério; poetas ou artistas imitativos;  artesãos ou agricultores; sofistas ou demagogos; e tiranos.
Platão não vê a alma humana como uma espécie de remendo de emoções e conceitos; Isso difere dos pontos de vista de muitos filósofos de seu tempo. Em vez disso, ele vê a alma como uma espécie de composto, em que muitos elementos diferentes se misturam e afetam uns aos outros. Ele usa a alegoria da biga para explicar que o amor é um reflexo do amor das formas, e é, portanto, uma "loucura divina".